# Psilochorus diablo
Psilochorus diablo là một loài nhện trong họ Pholcidae. Loài này được phát hiện ở México.